# Corasoides cowanae
Espèce
Corasoides cowanae est une espèce d'araignées aranéomorphes de la famille des Desidae.

## Distribution
Cette espèce est endémique de la province ouest en Papouasie-Nouvelle-Guinée,. Elle se rencontre vers 1 625 m d'altitude sur le mont Akric.

## Description
La carapace du mâle holotype mesure 2,8 mm de long sur 2,0 mm et l'abdomen 3,3 mm de long sur 2,3 mm et la carapace de la femelle paratype mesure 2,4 mm de long sur 1,9 mm et l'abdomen 3,4 mm de long sur 2,5 mm.

## Étymologie
Cette espèce est nommée en l'honneur de Sally Cowan.

## Publication originale
- Humphrey, 2017 : A revision and cladistic analysis of the genus Corasoides Butler (Araneae: Desidae) with descriptions of nine new species. Records of the Australian Museum, vol. 69, no 1, p. 15-64 (texte intégral).